# Cesathrix capillosa
Cesathrix capillosa är en tvåvingeart som beskrevs av Werner Mohrig 2003. Cesathrix capillosa ingår i släktet Cesathrix och familjen sorgmyggor.
Artens utbredningsområde är Costa Rica. Inga underarter finns listade i Catalogue of Life.